# Antôn Weradet Chaiseri
Anthony Weradet Chaiseri (tiếng Thái: อันตน วีระเดช ใจเสรี; sinh ngày 26 tháng 6 năm 1963) là một giám mục người Thái Lan của Giáo hội Công giáo Rôma. Ông được bổ nhiệm làm Tổng giám mục Tổng giáo phận Thare và Nonseng ngày 13 tháng 5 năm 2020. Khẩu hiệu giám mục của ông là Để vinh danh Thiên Chúa hơn.
Nhiều thông tin cho rằng ông có thân phụ là người gốc Giáo phận Hà Tĩnh, Việt Nam. Với thông tin trên, ông là giám mục người Thái gốc Việt và cũng là vị giám mục gốc Việt đầu tiên thi hành mục vụ tại châu Á. Anthony Weradet Chaiseri là một thành viên của Phong trào Focolare.

## Tiểu sử
Tổng giám mục Anthony Weradet Chaiseri sinh ngày 26 tháng 6 năm 1963 tại Tharé, thuộc địa bàn Tổng giáo phận Thare và Nonseng. Thuở thiếu thời, ông theo học tiểu chủng viện tại Tharé và tiếp tục theo con đường tu trì, theo học Đại Chủng viện Quốc gia Lux Mundi ở Sampran. Trước khi được truyền chức linh mục, ông tham gia một khóa đào tạo về tâm linh tại Trường Linh mục Châu Á tại Tagaytay, Philippines từ năm 1991.
Anthony Weradet Chaiseri được thụ phong linh mục vào ngày 21 tháng 3 năm 1992, là linh mục thuộc Tổng giáo phận Thare và Nonseng. Sau khi thụ phong linh mục, ông được cử làm linh mục giáo xứ Sant'Anna, Nonseng, và phụ trách các cộng đồng tín hữu Baan Phaeb và Srisongkhram. Một năm sau đó, ông được chọn làm linh mục chính xứ giáo xứ St. Joseph (Thánh Giuse), Nakhonphanom, và phụ trách văn phòng truyền giáo thanh niên.
Từ năm 1995 đến năm 1997, linh mục Chaiseri  du học Rôma, theo học Thần học Kinh thánh tại Đại học Giáo hoàng Urbaniana ở Rome và một khóa đào tạo ngắn tại Đại học Giáo hoàng Regina Apostolorum ở Rôma. Hồi hương, ông đảm trách cương vị giáo sư Tiểu chủng viện Fatima ở Tharé và một năm sau đó đảm nhận cương vị Giám đốc Tiểu chủng viện này. Ông đảm nhận cương vị này đến năm 2008.
Song song với vai trò Giám đốc Tiểu chủng viện, từ năm 2003 đến năm 2008, ông là linh mục linh hướng "tổng quản" Đại chủng viện Đức Cha Vianney tại Thakaek, Lào, nơi ông cũng đảm nhận vai trò giáo sư Kinh Thánh. Năm 2008, ông được bổ nhiệm làm Tổng Đại diện Tổng giáo phận Thare và Nonseng và giữ chức vụ này cho đến năm 2020. Song song với chức Tổng Đại diện, ông còn là linh mục chính xứ các giáo xứ khác nhau: giáo xứ Thánh Tâm Chúa Giêsu, Sakhonnakhon (2008 - 2013), giáo xứ San Michele Arcangelo, Tharé (2013 - 2018) và giáo xứ Đền thánh Mother of Martyrs (tạm dịch:Mẹ các vị Tử đạo, Songkhon.

### Giám mục
Lễ tấn phong Giám mục của linh mục Anthony Weradet Chaiseri được cử hành vào Thứ Bảy, ngày 15 tháng 8 năm 2020, lúc 10:00 sáng, do Tổng Giám mục Louis Jamnien chủ phong, tại nhà thờ Archangel Michaels, Tharae-Nongsaeng Thailand. 

### Gia đình
Cha của Tổng Giám mục Anthony Weradet Chaiseri là người Việt nam, ông vốn sống tại Giáo xứ Trại lê, Giáo hạt Can lộc, Giáo phận Hà Tĩnh. Giám mục Anthony Weradet Chaiseri có một anh trai là Linh mục bề trên giám tỉnh của Dòng Chúa Cứu Thế Thái Lan tại Bangkok.

## Tông truyền
Tổng giám mục Antôn Weradet Chaiseri được tấn phong giám mục năm 2020, thời Giáo hoàng Phanxicô, bởi:
- Giám mục chủ phong: Tổng giám mục Louis Chamniern Santisukniram, nguyên tổng giám mục Tổng giáo phận Thare và Nonseng.
- Hai giám mục phụ phong: Tổng giám mục Phaolô Tschang In-Nam, giám mục hiệu tòa Amantia, Sứ thần Tòa Thánh tại Myanmar và Giám mục Philipphê Banchong Chaiyara, giám mục chính tòa Giáo phận Ubon Ratchathani.

Tổng giám mục Antôn Weradet Chaiseri là Giám mục phụ phong cho giám mục:
- Năm 2004, Stêphanô Boonlert Phromsena, hiện đang là giám mục chính tòa Giáo phận Ubon Ratchathani.